# Anatoli Alexandrowitsch Bely

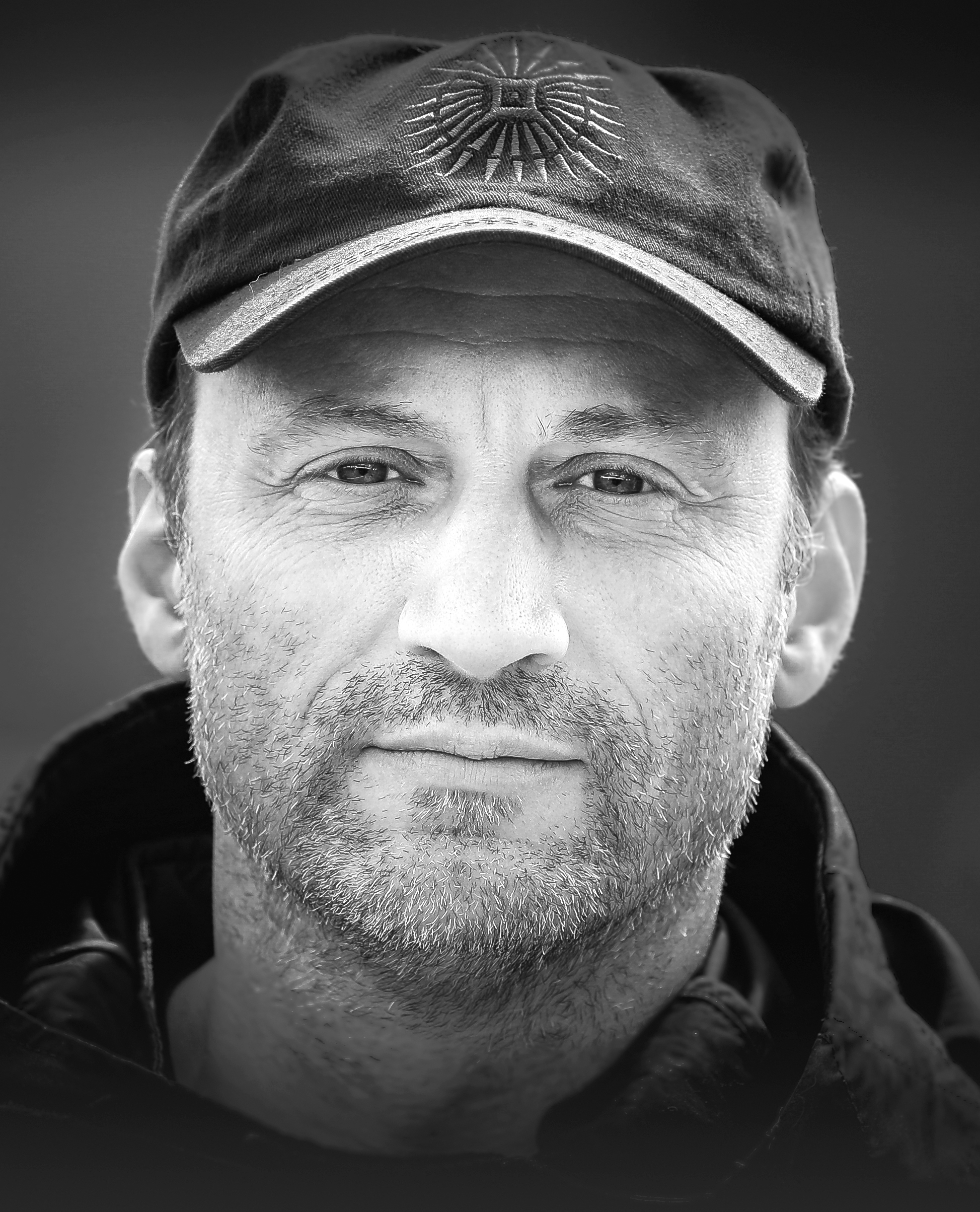
Anatoli Alexandrowitsch Bely (2017)

Anatoli Alexandrowitsch Bely (russisch Анатолий Александрович Белый, wiss. Transliteration Anatolij Aleksandrovič Belyj; * 1. August 1972 in Brazlaw, Oblast Winnyzja, USSR, Sowjetunion) ist ein russischer Theater- und Filmschauspieler. Er wird auch als Weissman aufgeführt.

## Leben
Bely wuchs in Toljatti auf, da seine Eltern dort bei AwtoWAS arbeiteten. Später arbeitete seine Mutter als Deutschlehrerin. Nach seinem Schulabschluss 1989 schloss er sich dem Kuibyshev Aviation Institute an, wo er IT-Administration studierte. Nebenbei lernte er Musikinstrumente und spielte im National Youth Theater. Dabei merkte er, dass er viel lieber Schauspieler werden möchte und lernte daher am Mikhail Shchepkin Higher Theatre School das Schauspiel. Er schloss sein Schauspielstudium 1995 erfolgreich ab. Er leistete seinen Wehrdienst beim Russischen Theater ab.
Seit 1998 ist er am Stanislawski- und Nemirowitsch-Dantschenko-Musiktheater tätig, seit 2003 zusätzlich am Tschechow-Kunsttheater Moskau. 2006 wurde er als verdienter Künstler Russlands ausgezeichnet.
Seit den 1980er Jahren ist er auch als Schauspieler für Film- und Fernsehproduktionen tätig und wirkte in dieser Funktion in vielen Spielfilmen und Fernsehserien mit. So übernahm er Rollen in Mail Order Bride, Paragraph 78 – Das Spiel des Todes, Der Soldat des Zaren und Metro – Im Netz des Todes.
Im Jahr 2013 spielte Bely in dem Katastrophenfilm Metro – Im Netz des Todes.
Im Jahr 2021 war Bely in dem apokalyptischen Drama KARAntin der finnischen Regisseurin Diana Ringo zu sehen. Im Jahr 2022 spielte er in dem Science-Fiction-Film Mira von Dmitri Kisseljow.
Bely sprach sich gegen den russischen Überfall auf die Ukraine Anfang 2022 aus und verließ im Juli 2022 das Tschechow-Kunsttheater Moskau und anschließend Russland. Im Dezember 2023 wurde Bely vom russischen Justizministerium als „Ausländischer Agent“ eingestuft.
Im Jahr 2024 sprach Beliy den russischsprachigen Voice-Over des von Steven Spielberg produzierten Dokumentarfilms „Auschwitz“.
Im Jahr 2025 wurde der Spielfilm Zwei Staatsanwälte des Regisseurs Sergei Loznitsa mit Bely in einer der Titelrollen in den Hauptwettbewerb der 78. Internationalen Filmfestspiele von Cannes aufgenommen.

## Filmografie (Auswahl)
- 1983: Mirgorod and Its Inhabitants (Mirgorod i ego obitateli/Миргород и его обитатели) (Fernsehfilm)
- 1984: Act According to Situation! (Deystvuy po obstanovke!/Действуй по обстановке!..)
- 1993: Istanbul Transit (Stambulskiy tranzit/Стамбульский транзит)
- 2000: Moscow (Moskva/Москва)
- 2002: Law of the Lawless (Brigada/Бригада) (Mini-Serie, 6 Episoden)
- 2003: The Murderer’s Diary (Dnevnik ubiytsy/Дневник убийцы) (Fernsehserie, 3 Episoden)
- 2003: Mail Order Bride
- 2004: Ragin (Рагин)
- 2004: Vory i prostitutki. Priz – polyot v kosmos (Воры и проститутки. Приз – полёт в космос)
- 2005: Umnozhayushchiy pechal (Умножающий печаль) (Mini-Serie)
- 2005: Talisman lyubvi (Талисман любви) (Fernsehserie)
- 2006: Sedmoy den (Седмият ден)
- 2006: Junk (Zhest/Жесть)
- 2006: Wolfhound (Volkodav iz roda Serykh Psov/Волкодав из рода Серых Псов)
- 2007: Paragraph 78 – Das Spiel des Todes (Paragraf 78/Параграф 78)
- 2007: Paragraph 78. Film Two (Paragraf 78 - Film vtoroy/Параграф 78. Фильм второй)
- 2007: Na puti k serdtsu (На пути к сердцу) (Fernsehserie)
- 2007: Davay poigraem! (Давай поиграем!) (Fernsehfilm)
- 2008: Yarik (Ярик) (Fernsehfilm)
- 2008: Mest (Месть: Обратная сторона любви) (Fernsehfilm)
- 2008: Nikogda ne zabudu tebya (Никогда не забуду тебя) (Fernsehfilm)
- 2008: Mechtat ne vredno
- 2008: Der Soldat des Zaren (Gospoda ofitsery: Spasti imperatora/Господа офицеры: Спасти императора)
- 2008: Ginger (Ryzhaya/Рыжая) (Fernsehserie, Episode 1x03)
- 2008: Nikto, krome nas... (Никто, кроме нас...)
- 2008: The Quiet Family Life (Tikhaya semeynaya zhizn/Тихая семейная жизнь) (Fernsehfilm)
- 2008: Samaya krasivaya dva (Fernsehserie)
- 2008: Pari (Пари)
- 2009: Severnyy veter (Северный ветер) (Fernsehserie)
- 2009: Zastava Zhilina (Застава Жилина) (Fernsehserie)
- 2009: The Brothers Karamazov (Bratya Karamazovy/Братья Карамазовы) (Mini-Serie, 12 Episoden)
- 2009: Soundtrack of Passion (Fonogramma strasti/Фонограмма страсти)
- 2009: Khrani menya, dozhd (Храни меня дождь) (Fernsehfilm)
- 2009: Tracing Phoenix (Po sledu Feniksa/По следу Феникса) (Fernsehfilm)
- 2009: Sorok tretiy nomer... (Fernsehserie)
- 2010: Zhelanie (Желание)
- 2010: Bagrovyy tsvet snegopada (Багровый цвет снегопада)
- 2010: Who Am I? (Kto ya?/Кто я?)
- 2010: Zone of Turbulence (Zona turbulentnosti/Зона турбулентности)
- 2010: Acting Lessons (Kurzfilm)
- 2011: The Valley of Roses (Dolina roz/Долина роз)
- 2011: What Men Still Talk About (O chyom eshchyo govoryat muzhchiny/О чём ещё говорят мужчины)
- 2012: August. Eighth (Avgust. Vosmogo/Август. Восьмого)
- 2012: Soulless (Dukhless/Духless)
- 2012: Steel Butterfly (Stalnaya babochka/Стальная бабочка)
- 2012: 1812. Lancers Ballad (1812. Ulanskaya ballada/1812. Уланская баллада)
- 2013: Metro – Im Netz des Todes (Metro/Метро)
- 2013: Gorodskie shpiony (Городские шпионы) (Fernsehserie)
- 2013: Marathon (Marafon/Марафон)
- 2013: I Will Never Forget You (Ya tebya nikogda ne zabudu/Я тебя никогда не забуду)
- 2013: Pandora (Пандора) (Fernsehserie)
- 2014: Chagall – Malevich (Шагал - Малевич)
- 2014: Kuprin. Yama (Куприн. Яма) (Mini-Serie, 5 Episoden)
- 2015: Pioneer Heroes (Pionery-geroi/Пионеры-герои)
- 2015: Soulless 2 (Dukhless 2/Духless 2)
- 2015: Orlova i Aleksandrov (Орлова и Александров) (Fernsehserie)
- 2015: The Dawns Here Are Quiet... (A zori zdes tikhie.../А зори здесь тихие...)
- 2015: Barmen (Бармен)
- 2015: Voyna polov (Война полов)
- 2015: Nasledniki (Наследники)
- 2015: Everything Will Come True! (SOS, Ded Moroz, ili Vsyo sbudetsya!/SOS, Дед Мороз, или Всё сбудется!)
- 2015: Snow and Ashes (Sneg i pepel/Снег и пепел) (Mini-Serie, 4 Episoden)
- 2016: Art Pur (Chistoe iskusstvo/Чистое искусство)
- 2016: Stena (Mini-Serie)
- 2016: Close Your Eyes (Zakroy glaza/Ночник)
- 2017: The Optimists (Оптимисты) (Fernsehserie, 13 Episoden)
- 2017: Motylyok (Мотылек)
- 2017: Porcelain House (Dom Farfora/Дом Фарфора) (Fernsehserie, Episode 1x01)
- 2018: Portret vtoroy zheny (Fernsehfilm)
- 2018: Sadovoe Koltso (Садовое кольцо) (Mini-Serie)
- 2018: Vorona (Ворона) (Fernsehserie)
- 2019: Pereputannye (Перепутанные) (Fernsehserie)
- 2019: Zero World (Nulevoy mir/Нулевой вариант) (Fernsehserie)
- 2020: Call-Center (Koll-tsentr/Колл-центр) (Mini-Serie, 2 Episoden)
- 2020: Passengers (Fernsehserie, Episode 1x01)
- 2020: No kidding (Я не шучу) (Fernsehserie)
- 2021: Love
- 2021: The Optimists: A Cuban Affair (Оптимисты. Карибский сезон) (Fernsehserie, 8 Episoden)
- 2021: Master (Мастер) (Fernsehserie)
- 2021: KARAntin (КАРАнтин)
- 2022: Mira (Мира)
- 2025: Zwei Staatsanwälte (Два прокура)